# Kazimierz Dzięciołowski (pułkownik)

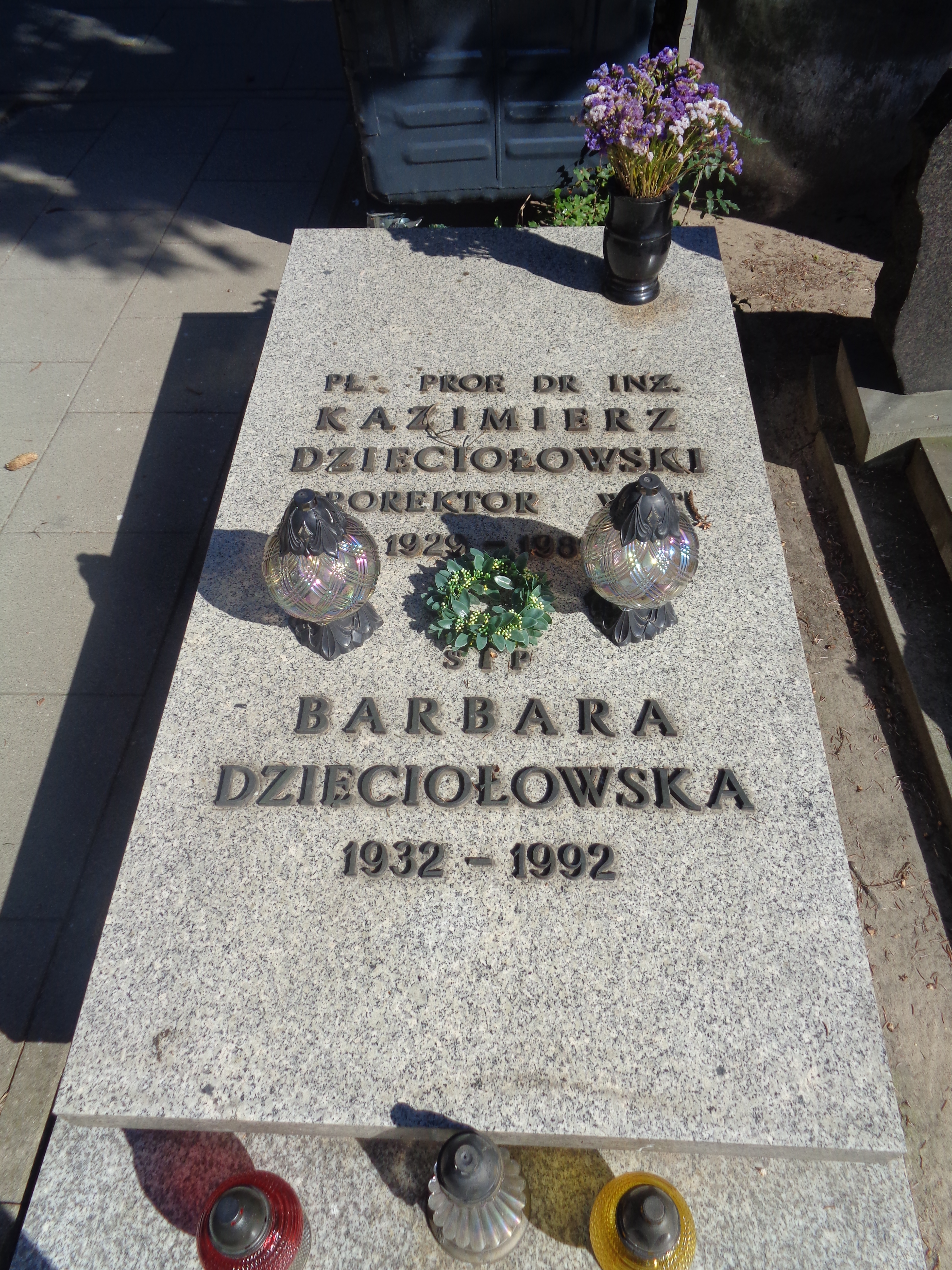
Grób Kazimierza Dzięciołowskiego na Cmentarzu Wojskowym na Powązkach

Kazimierz Dzięciołowski (ur. 3 kwietnia 1929 we Włocławku, zm. 22 kwietnia 1989 w Warszawie) – polski inżynier, profesor doktor nauk technicznych, pułkownik Wojska Polskiego, zastępca komendanta Wojskowej Akademii Technicznej do spraw naukowych, specjalista w zakresie elektroniki mikrofalowej, laserów i elektroniki specjalnej.

## Życiorys
Absolwent Politechniki Gdańskiej (1951) oraz Wojskowej Akademii Technicznej (1956), doktor 1965, profesor nadzwyczajny 1975. Od 1951 związany z WAT w Warszawie: wykładowca podstaw radiolokacji (1952), kierownik Katedry Techniki Fal Ultrakrótkich (1956), kierownik (szef) Katedry Urządzeń Mikrofalowych (od 1961), dziekan Wydziału Elektroniki (od 1969), kierownik Instytutu Układów Mikrofalowych i Laserowych (od 1976). W latach 1959–1960 członek Międzynarodowej Komisji Kontroli i Nadzoru w Wietnamie.
Członek Związku Walki Młodych (1945–1948), Związku Młodzieży Polskiej (1948–1953) oraz PZPR (od 1953 roku). 
Osiągnięcia naukowe: pomiar promieniowania słońca w paśmie mikrofalowym w czasie zaćmienia (1954), współtwórca pierwszego lasera w Polsce (1963), analiza współdziałania wiązki elektronów o zmiennej prędkości z polem LFB (1965), pierwsze w Polsce wdrożenie laserów w kopalniach miedzi (Lubin, Polkowice – 1967). Autor około 50 prac dotyczących elektroniki mikrofalowej i techniki laserowej.
Jest pochowany na Cmentarzu Wojskowym na Powązkach (kwatera H, rząd 9, grób 1).

## Nagrody i odznaczenia
- Nagroda państwowa II stopnia (1968)
- nagrody resortowe (1963, 1970 - dwukrotnie, 1971, 1978)
- Wpis do Honorowej Księgi Czynów Żołnierskich (1984)
- Krzyż Komandorski Orderu Odrodzenia Polski
- Krzyż Oficerski Orderu Odrodzenia Polski
- Krzyż Kawalerski Orderu Odrodzenia Polski
- Złoty Krzyż Zasługi
- Medal 30-lecia Polski Ludowej
- Medal 40-lecia Polski Ludowej
- Złoty Medal „Siły Zbrojne w Służbie Ojczyzny”
- Srebrny Medal „Siły Zbrojne w Służbie Ojczyzny”
- Brązowy Medal „Siły Zbrojne w Służbie Ojczyzny”
- Złoty Medal „Za Zasługi dla Obronności Kraju”
- Srebrny Medal „Za Zasługi dla Obronności Kraju”
- Brązowy Medal „Za Zasługi dla Obronności Kraju”
- Medal Komisji Edukacji Narodowej
- Odznaka Zasłużony Łącznościowiec
- medale wietnamskie

## Źródła
- Kto jest kim w Polsce 1989, Wydawnictwo Interpress, Warszawa 1989, str. 262-263
- Wojskowy Przegląd Historyczny, kwiecień-czerwiec 1989, str. 197